# 沈純
沈純（1442年—？），字一之，直隸淮安府山陽縣人，官籍。明朝政治人物。同進士出身。

## 生平
成化四年（1468年）戊子科應天府鄉試第八十三名。成化五年（1469年）聯捷乙丑科會試第一百八十四名，殿試登進士第三甲第三十八名。

## 家族
曾祖父沈仲和，贈戶部尚書。祖父沈彥良。父亲沈琮。